# 中川銓吉
中川 銓吉（なかがわ せんきち、1876年7月18日 - 1942年9月4日）は、日本の数学者、学校教授。

## 来歴
1876年7月、石川県で士族の中川富三と、きくの間に生まれ、1895年7月3日に第四高等学校第二部理科を卒業。1897年7月10日東京帝国大学理科大学数学科で特待生を勝ち得て、1898年に卒業した。
1898年（明治31年）8月13日、第二高等学校教授を任ぜられた。1899年9月5日、高等官七等で高等師範学校教授に任命された。
1901年11月16日、文部科学省外国留学生として、日本を発ち、ドイツに留学した。1905年2月27日に帰国した。
1904年11月25日、東京帝国大学理科大学助教授に任命された。1907年5月21日、数学第一講座を任せられた。この間に正六位を叙された。また同年、論文「ハイパーボリック」を提出し、理学博士号を獲得した。1910年代に幾何学模型を輸入した。
1914年（大正3年）4月26日、東京帝国大学理科大学教授に任命された。1920年数学第一講座を免し、数学第四講座を任せられた。また、1921までに勲三等瑞宝章を、1923年までに勲二等瑞宝章を叙された。1935年、設立当初の数学第五講座を任せられた。1937年に正三位を叙された。1939年に大学を退官し、名誉教授となった。
1942年9月4日没した。
数学者としては主に射影幾何学や曲面論の研究をし、講義でも幾何学を取り扱った。小島浩や清宮俊雄、矢野健太郎は彼の授業を受けている。

## 私生活
千村正晴の長女、秀と結婚した。

## 栄典等
- 1898年（明治31年）9月30日、従七位[31]。
- 1899年（明治32年）9月 5日、高等官七等。
- 1900年（明治33年）6月16日、高等官六等[32]。
- 1900年（明治33年）9月21日、正七位[33]。
- 1906年（明治39年）8月10日、従六位[34]。
- 1907年（明治41年）11月7日、高等官五等[35]。
- 1911年（明治44年）6月28日、勲六等瑞宝章[36]。
- 1914年（大正3年） 6月30日、従五位[37]。
- 1915年（大正4年） 6月26日、勲五等瑞宝章[38]。
- 1916年（大正5年） 11月4日、高等官二等[39]。
- 1916年（大正5年） 12月1日、正五位[40]。
- 1917年（大正6年） 6月26日、勲四等瑞宝章[41]。
- 1921年（大正10年）11月28日、高等官一等[21]。
- 1922年（大正11年）1月20日、従四位[42][43]。
- 1937年（昭和12年）4月20日、正三位[25]

## 著作
- 「非ユークリッド幾何學特にろばちぇふすきー及びぼりあい両氏の研究に尽きて」『東京物理学校雑誌』第228号、1906年。[44]
- 『平面解析幾何学』富山房、1913年。NDLJP:952182。
- 『最新算術教科書』富山房、1919年。NDLJP:949079。
- 竹内端三 共著『新撰解析幾何学教科書 平面之部』富山房、1920年。NDLJP:960384。
- 黒河龍三 共著『高等立体幾何学通論』共立社書店、1932年。NDLJP:1175468。
- 『輓近高等数学講座』 27巻、共立社書店、1935年。NDLJP:1236809。
- 『最新代数 : 増課課程用』富山房、1935年。NDLJP:1275153。
- 『新編女子幾何』冨山房、1937年。
- 『新編女子算術教授資料』富山房、1938年。NDLJP:1275487。
- 『近世綜合幾何学演習』共立出版、1948年。NDLJP:1063414。
- 冨山房五十年記念「教科書に着手する迄の思ひ出噺」[45]。